# Metallyra rufotibialis
Metallyra rufotibialis is een keversoort uit de familie van de boktorren (Cerambycidae). De wetenschappelijke naam van de soort werd voor het eerst geldig gepubliceerd in 1956 door Lepesme & Breuning.